# Chingford Stables

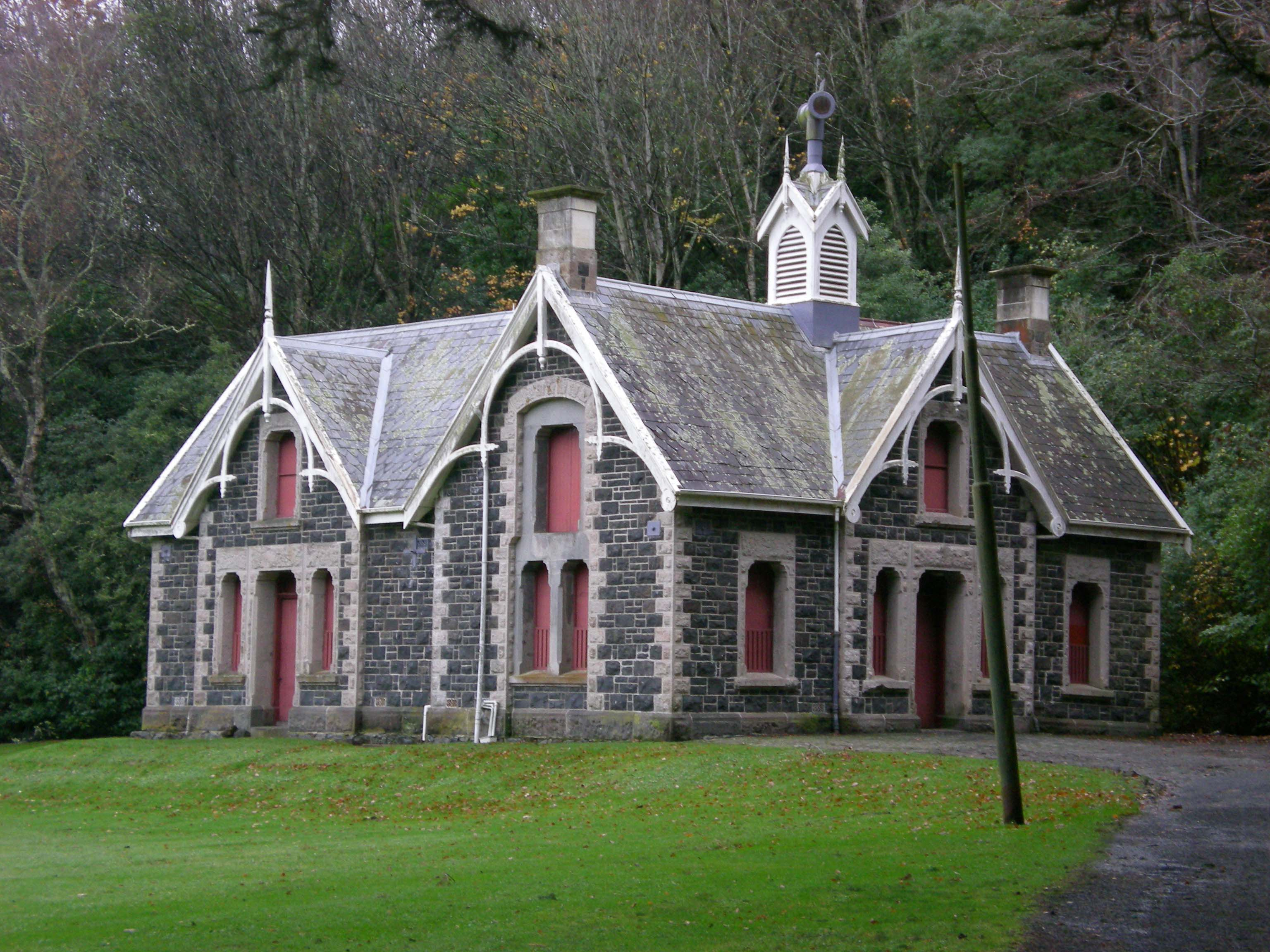
Chingford Stables, Mai 2008

Die Chingford Stables sind ein historisches Bauwerk in North East Valley im neuseeländischen Dunedin. Die im Stil der Neogotik  aus Basalt errichteten Pferdeställe sind vom New Zealand Historic Places Trust unter Nummer 2146 als Category I Historic Place eingestuft. Das zweistöckige Bauwerk mit 6 Giebeln wurde stilistisch an das zugehörige hölzerne Wohngebäude angepasst.
Der Innenraum wurde stark verändert, eine Außentreppe an der Rückseite angefügt und die Bleiglasfenster durch bemalte Holzplatten ersetzt.
Sie wurden 1872 für den Dunediner Geschäftsmann P. C. Neill gebaut und beherbergten die Pferde von Dunediner Geschäftsleuten. Neill nutzte den Stall etwa von 1872 bis 1937. Das Stallgebäude wird heute für private und öffentliche Veranstaltungen genutzt.
Der Stall befindet sich im nach ihm benannten Chingford Park, in dem sich auch der Crosslaufclub von Leith Valley, der Bogenschießclub von Dunedin, ein Kinderspielplatz und eine ständige Orientierungslaufstrecke befinden. Dieses Gelände war ebenfalls Neills Eigentum.